# Commissaire Marthaler
Commissaire Marthaler (en allemand : Kommissar Marthaler) est une série policière allemande diffusée sur la chaîne ZDF depuis 2012. En France, la série est diffusée sur Arte et depuis 2018 sur TMC.
Cette série s'inspire des romans de Jan Seghers.

## Synopsis
À Francfort, se déroulent les enquêtes du Commissaire Robert Marthaler.

## Distribution
- Matthias Koeberlin : Commissaire Robert Marthaler (2012-????)

- Claudio Caiolo : Carlo Sabato (2012-????)
- Julia Jentsch  :  Kirsten Höpfner (2014-2015)
- Peter Lerchbaumer  : Hans Herrmann (2012-2015)
- Tim Seyfi : Manfred Petersen (2012-????)
- Jürgen Tonkel (en) : Kai Döring (2012-????)
- Mirjam Weichselbraun  : Dr Thea Hollmann (2012-????)

## Épisodes
- 2012 : La mariée dans la neige  (Die Braut im Schnee)
- 2013 : La partition de la mort (Marthaler – Partitur des Todes)
- 2015 : Trop belle pour être honnête (Kommissar Marthaler – Ein allzu schönes Mädchen)
- 2015 : L'ange de la mort (Kommissar Marthaler – Engel des Todes)
- 2017 : Un adversaire inattendu (Kommissar Marthaler – Die Sterntaler-Verschwörung)